# آگوستو شات
آگوستو شات (انگلیسی: Augusto Schott؛ زادهٔ ۱۷ ژانویهٔ ۲۰۰۰) بازیکن فوتبال اهل آرژانتین است.
وی همچنین در تیم ملی فوتبال Argentina U19 بازی کرده‌است.